# Ostrý (berg i Tjeckien, lat 50,50, long 13,86)
Ostrý är ett berg i Tjeckien. Det ligger i den nordvästra delen av landet, 60 km nordväst om huvudstaden Prag. Toppen på Ostrý är 718 meter över havet, eller 59 meter över den omgivande terrängen. Bredden vid basen är 0,52 km.
Terrängen runt Ostrý är huvudsakligen lite kuperad.Runt Ostrý är det ganska glesbefolkat, med 32 invånare per kvadratkilometer. Närmaste större samhälle är Most, 15,8 km väster om Ostrý. Trakten runt Ostrý består till största delen av jordbruksmark.